# Marsala
Pour les articles homonymes, voir Marsala (homonymie).
Marsala (en sicilien : Maissala) est une commune italienne de la province de Trapani en Sicile. La ville est fondée par les Phéniciens comme un comptoir occidental dans la Méditerranée.
Ville italienne de la province de Trapani, en Sicile, elle est surtout connue pour sa production de vin de Marsala.

## Géographie

### Toponyme
Venant du phénicien "Marsa Atrah" signifiant littéralement "Le port le plus haut", le nom de Marsala a pris le sens du mot arabe مَرْسَى عَلِيّ (marsā ʿaliyy, “Le port d'Ali”) ou du mot مَرْسَى اللّٰه (marsā llāh, “Le port de Dieu”), durant la période de la Sicile arabo-islamique,.

### Territoire

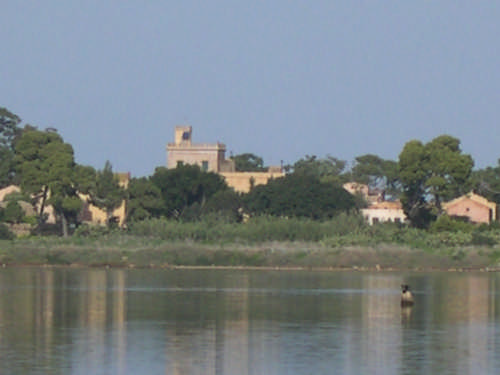
Vue de Mozia de la côte de Marsala.

La ville est située sur Capo Boeo, pointe extrême ouest de la Sicile avec vue sur les îles Îles Égades et Stagnone qui font partie de la zone municipale.
La municipalité de Marsala, de 241 km2, possède un riche patrimoine culturel et paysager et comprend la réserve naturelle régionale des îles de Stagnone et l'île de Mozia, une ancienne ville phénicienne.
La ville de Marsala compte près de 86 000 habitants à la fin des années 1970. Le village de Marsala pourrait, par référendum, décider de devenir une municipalité distincte.
Le territoire de Marsala est classé en zone sismique 2 (sismicité moyenne). Au cours des 200 dernières années, trois tremblements de terre de forte intensité ont été détectés :
- 18 mai 1828 :  magnitude 5,17 (6 ° sur l'échelle de Mercalli) ;
- 15 janvier 1968 : tremblement de terre Belice, Marsala atteint 7 ° sur l'échelle de Mercalli ;
- 16 juillet 1981 magnitude 4,60 (4/5 ° sur l'échelle de Mercalli), épicentre à Borgo Elefante dans le territoire de Mazara del Vallo, à environ 20 km du centre-ville de Marsala.

### Climat
Le climat est méditerranéen, la température variant à 40 °C en été et entre 0 et 17 °C en hiver, qui est pluvieux..
| Mois                              | jan. | fév. | mars | avril | mai  | juin | jui. | août | sep. | oct. | nov. | déc. | année |
| --------------------------------- | ---- | ---- | ---- | ----- | ---- | ---- | ---- | ---- | ---- | ---- | ---- | ---- | ----- |
| Température minimale moyenne (°C) | 8,4  | 8,4  | 9,2  | 11    | 14,1 | 17,5 | 20   | 20,6 | 19   | 15,9 | 12,6 | 9,8  | 13,9  |
| Température moyenne (°C)          | 11,7 | 11,7 | 12,8 | 15    | 18,5 | 21,9 | 24,6 | 25,2 | 23,1 | 19,6 | 15,9 | 12,9 | 17,7  |
| Température maximale moyenne (°C) | 15   | 15   | 16,5 | 19    | 23   | 26,4 | 29,2 | 29,8 | 27,2 | 23,3 | 19,3 | 16   | 21,6  |
| Précipitations (mm)               | 57   | 45   | 41   | 39    | 16   | 6    | 2    | 11   | 34   | 63   | 66   | 70   | 450   |

| Diagramme climatique                                  |         |           |        |          |           |         |            |          |            |            |         |
| J                                                     | F       | M         | A      | M        | J         | J       | A          | S        | O          | N          | D       |
| 158,457                                               | 158,445 | 16,59,241 | 191139 | 2314,116 | 26,417,56 | 29,2202 | 29,820,611 | 27,21934 | 23,315,963 | 19,312,666 | 169,870 |
| Moyennes : • Temp. maxi et mini °C • Précipitation mm |         |           |        |          |           |         |            |          |            |            |         |

## Histoire

### Antiquité
Fondée en 397 av. J.-C. par les survivants de la colonie phénicienne de Motya, sur la côte sud-ouest de la Sicile, la ville est envahie et détruite par Dionysius I, tyran de Syracuse. Elle est appelée Lilybaion en phénicien (littéralement : « ;a cité iibyenne »), Lilybée ou Lilibeo en grec et Lilybaeum en latin. Une importante base navale des Carthaginois en Sicile, elle est un emplacement stratégique lors des guerres puniques. Au début du Moyen Âge, elle devient musulmane comme les autres villes siciliennes.
- Épaves puniques de Marsala

### Temps modernes
Le 11 mai 1860, Giuseppe Garibaldi débarque à Marsala et s'empare de toute la Sicile, qui est finalement rattachée au royaume d'Italie, nouvellement unifié.
Cette expédition inspire le chansonnier Gustave Nadaud, qui écrit en 1872 la chanson Le Soldat de Marsala.
La ville est base de la Luftwaffe lors de la Seconde Guerre mondiale et donc partiellement bombardée et détruite par les forces américaines.

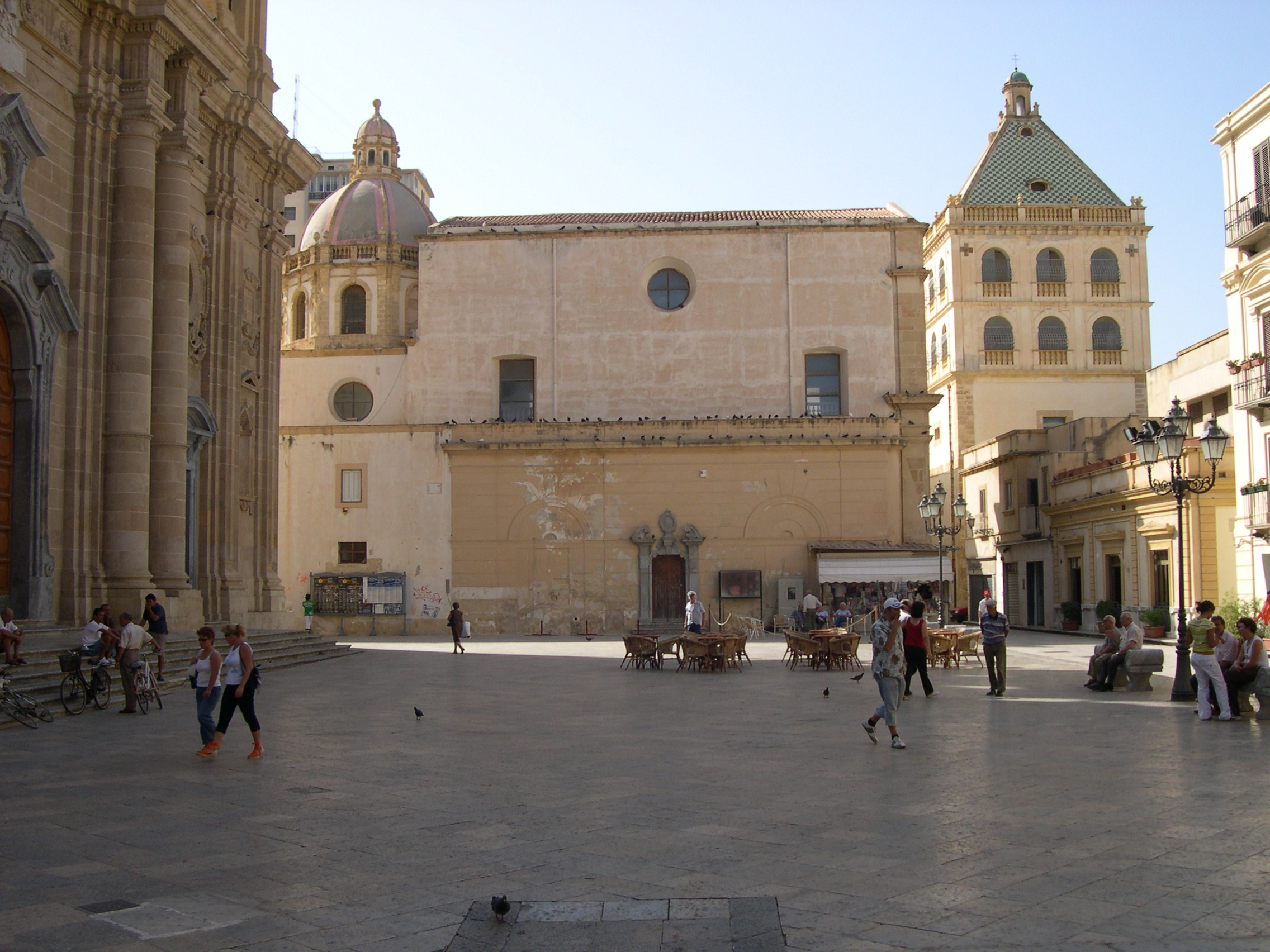
Piazza della Repubblica (Chiesa Madre - Chiesa di San Giuseppe e Campanie di San Pietro).
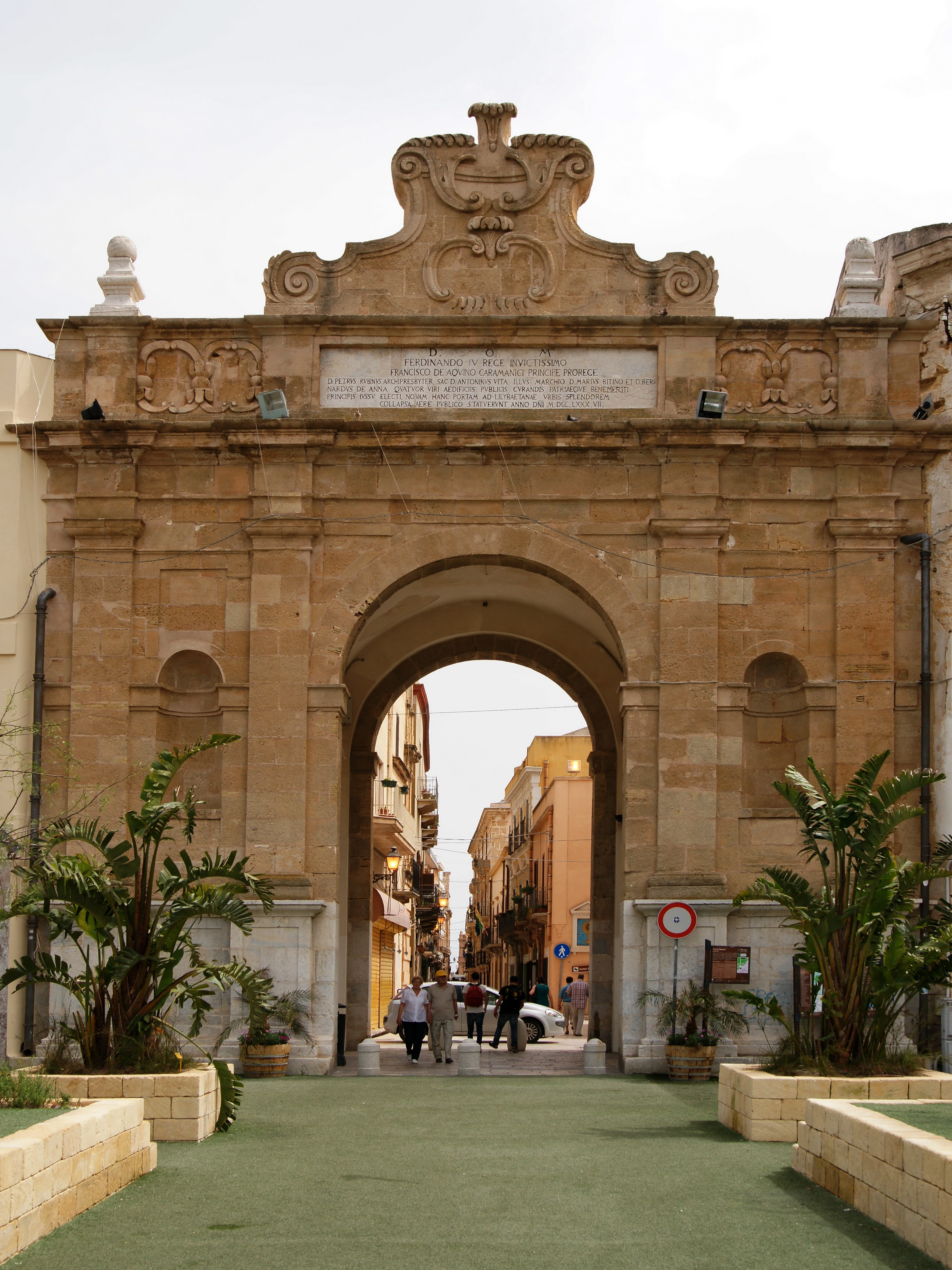
Porta Nuova.
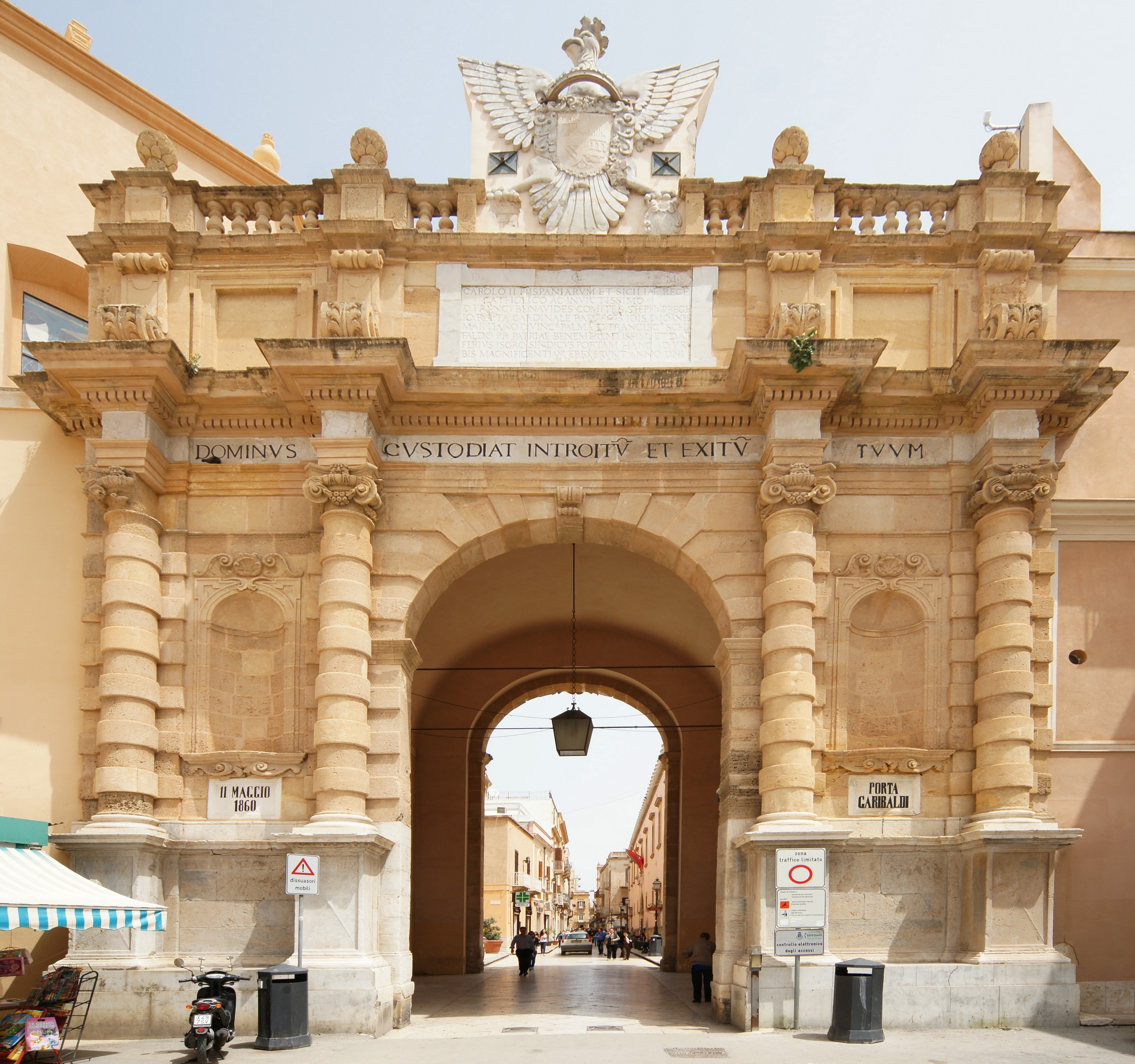
Porta Garibaldi.
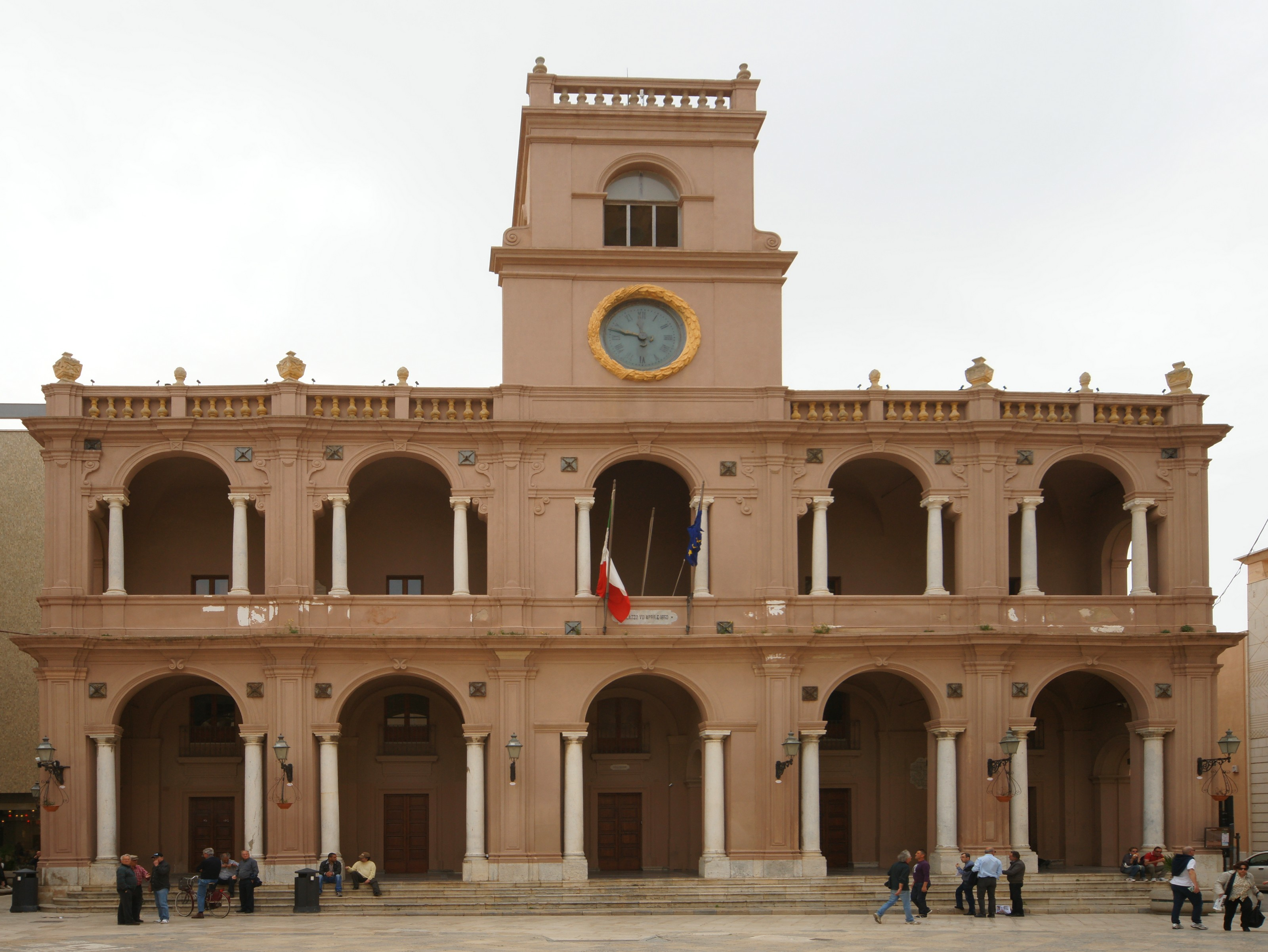
Palazzo VII Aprile (Loggia).
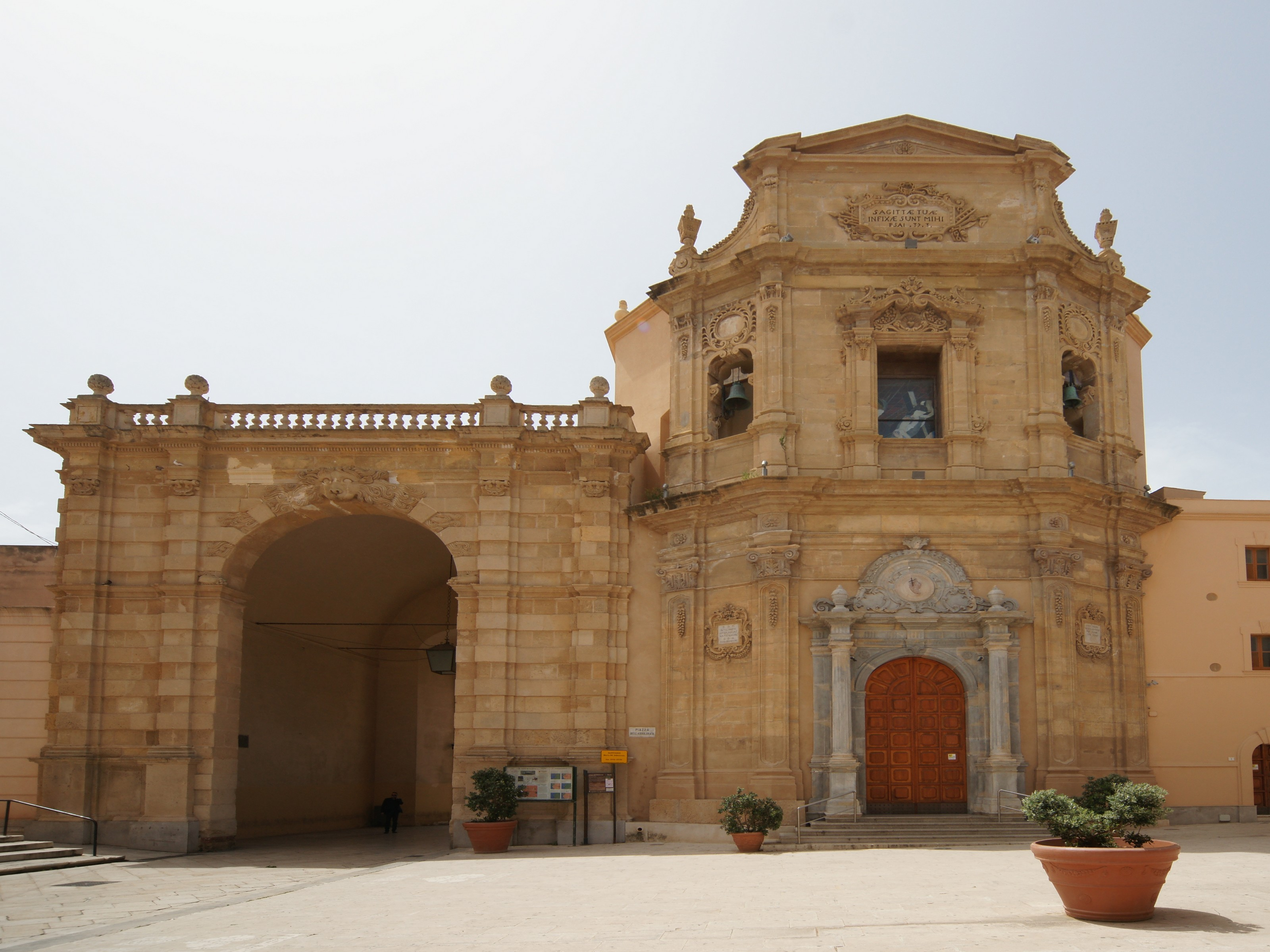
Église de l'Adoration.
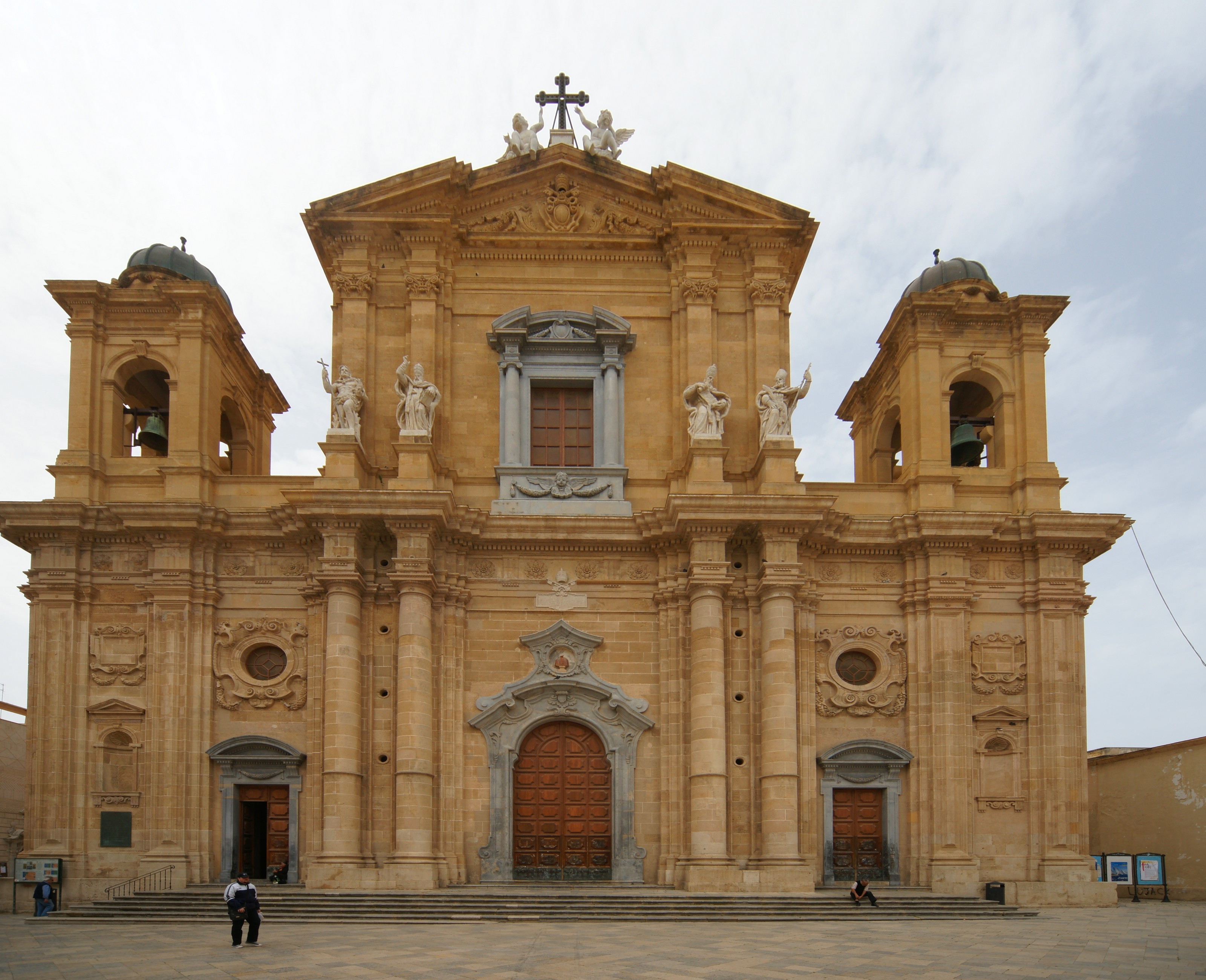
Chiesa Madre.

## Administration

### Liste des maires
| Période           | Période           | Identité            | Étiquette            | Qualité |
| ----------------- | ----------------- | ------------------- | -------------------- | ------- |
| 11 février 1989   | 30 juillet 1990   | Luigi Sciacca       | PSI                  | maire   |
| 30 juillet 1990   | 30 mars 1991      | Pietro Pizzo        | PSI                  | maire   |
| 29 avril 1991     | 8 novembre 1991   | Ludovico Anselmi    | PSI                  | maire   |
| 11 février 1992   | 2 avril 1993      | Vincenzo Genna      | PSI                  | maire   |
| 1er décembre 1993 | 1er décembre 1997 | Salvatore Lombardo  |                      | maire   |
| 5 décembre 1997   | 23 mars 2001      | Salvatore Lombardo  | L'Olivier            | maire   |
| 10 décembre 2001  | 29 mai 2007       | Eugenio Galfano     |                      | maire   |
| 30 mai 2007       | 22 mai 2012       | Renzo Carini        | PdL                  | maire   |
| 21 mai 2012       | 23 juin 2014      | Giulia Maria Adamo  | UdC puis indépendant | maire   |
| 17 juin 2015      | 11 octobre 2020   | Alberto di Girolamo | PD                   | maire   |
| 11 octobre 2020   | en cours          | Massimo Grillo      | Centre-droit         | maire   |

### Hameaux
Abbadessa, Addolorata, Alfaraggio, Amabilina, Bambina, Baronazzo Amalfi, Bellusa, Berbarello, Berbaro, Biesina, Birgi Novi, Birgi Vecchi, Birgi Nivaloro, Bosco, Bufalata, Buttagana, Canale, Capofeto, Cardilla, Carinume, Casabianca, Casazze, Catenazzi, Chitarra, Ciancio, Ciappola, Ciavolo, Ciavolotto, Colombaio Lasagna, Conca, Cozzaro, Cozzogrande, Cuore di Gesù, Cutusio, Dammusello, Dara, Digerbato, Ettore Infersa, Falconiera, Florio, Fiumara Sant'Onofrio, Fontana di Leo, Fontanelle, Fornara, Fossarunza, Genodolfo, Giaccatello, Giammabella, Giardinello, Giunchi, Granatello, Gurgo, Isola di San Pantaleo, Île Grande, Île Santa Maria, Isola La Scuola, Madonna Cava Bufalata, Madonna dell'Alto Oliva, Mamuna, Mandriglie, Matarocco, Messinello, Misilla, Musciuleo, Nasco, Paolini, Pastorella, Pecorume, Perino, Pellegrino, Pispisia, Ponte Fiumarella, Porcospino, Pozzillo, Rakalia, Ranna, Rassameli, Rinazzo, Roccazzello, Salvaggi, San Giuseppe Tafalia, San Nicola, San Silvestro, Sant'Ambrogio, Sant'Anna, Santa Venera, Santi Filippo e Giacomo, San Michele Rifugio, San Leonardo, Santo Padre delle Perriere, Scacciaiazzo, Sinubio, Spagnuola, Stazzone, Strasatti, Sturiano, Tabaccaro, Terrenove, Torrelunga Puleo, Ventrischi, Zizza.

### Communes limitrophes
Mazara del Vallo, Misiliscemi, Petrosino, Salemi, Trapani

### Évolution démographique
Habitants recensés

### Jumelages
| \| Gênes Nysa Porto Modica \| Localisation. |
| Gênes Nysa Porto Modica                     |

Marsala a développé des associations de jumelage avec :
- Gênes (Italie) depuis 2011 ;
- Nysa (Pologne) depuis 2014 ;
- Porto (Portugal) depuis 2016 ;
- Modica (Italie) depuis 2016.

## Économie

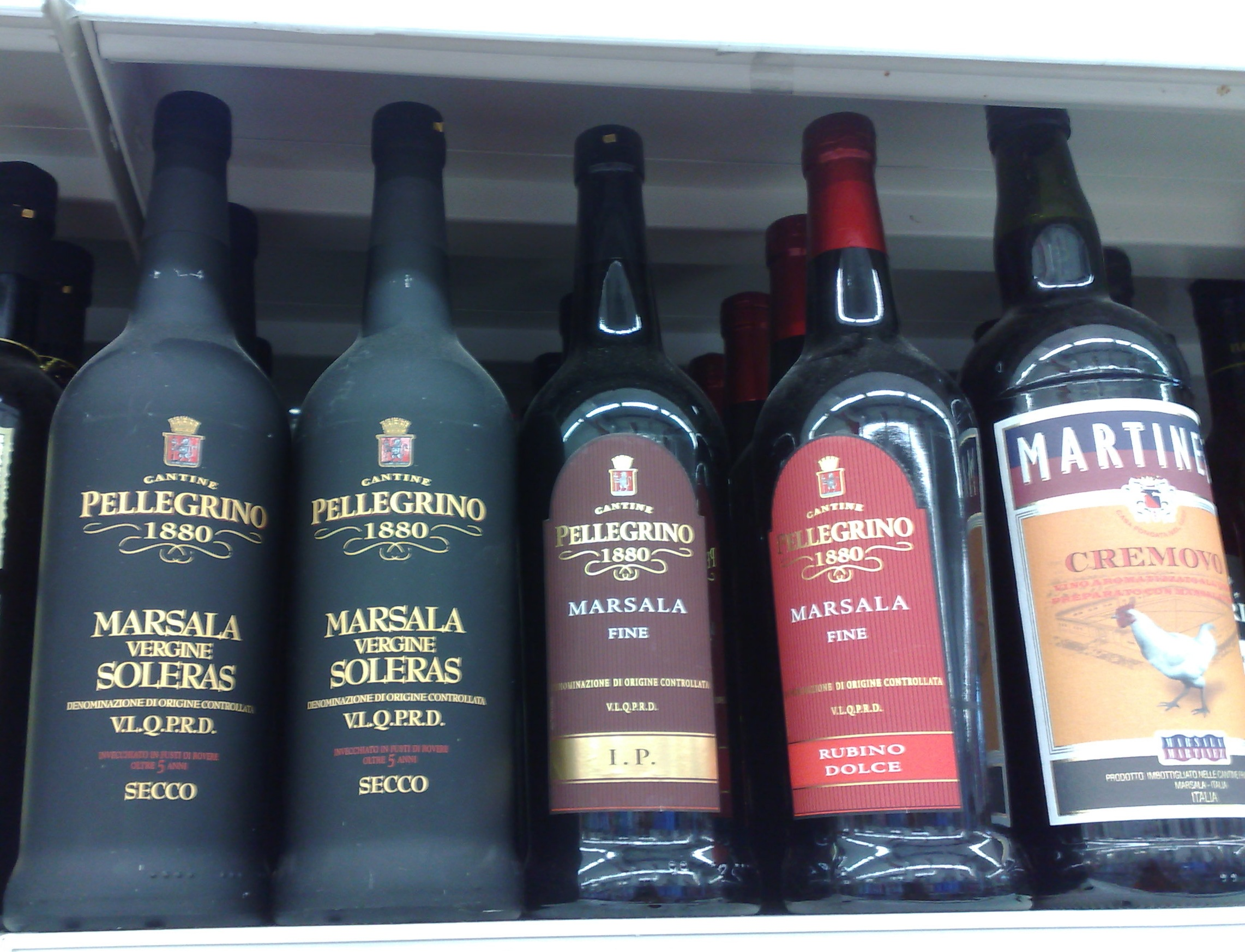
Bouteilles de vin de Marsala.

La commune est renommée pour la production de vin Marsala (DOC), aussi aromatisé aux œufs ou aux amandes.

## Culture
Durant la Semaine sainte, des représentations des différents épisodes de la Passion sont données dans la ville par des acteurs professionnels.
- Le Musée des arts flamands (Museo degli arazzi flamminghi) comporte une collection remarquable de huit tapisseries flamandes du XVIe siècle représentant des épisodes de la guerre de l'empereur romain Titus contre les Juifs. Ces tapisseries possèdent un éclat des coloris et une richesse de la composition, se distinguent du sujet central et sont illustrées dans les bordures ornées de fleurs, de fruits et de figures allégoriques. La septième tapisserie met en scène un combat et donne une forte impression de mouvement.
- Le Musée archéologique (Museo archeologico di Baglio Anselmi) est installé dans l'ancien établissement vinicole Carlaberto Anselmi et abrite l'épave d'un navire carthaginois du IIIe siècle av. J.-C. qui a été renfloué en 1971 près de Motyé. Il s'agit probablement d'une liburne, navire de guerre très rapide de 35 mètres de long, qui aurait sombré en 241 av. J.-C. lors de la bataille des îles Égades, à la fin de la première guerre punique. L'examen de l'épave a fourni des renseignements sur la technique de construction des Phéniciens. Une autre salle abrite une belle statue de la Vénus Iside, de type callipyge, copie romaine du IIe siècle ap. J.-C, d'après un original hellénistique du IIe siècle av. J.-C.
- L'église-mère (Chiesa Madre) a été édifiée à l'époque normande mais a été restaurée au XVIIIe siècle. Elle présente une imposante façade en tuf ornée de statues. A l'intérieur, parmi de nombreux ouvrages des Gagini, on peut admirer une belle icône d'Antonello Gagini et de Berrettaro Gagini, ainsi qu'une délicate "Vierge du Peuple" de Domenico Gagini. Au-dessus est une belle toile de la Renaissance d'Antonello Riggio, "la Chandeleur", qui évoque la purification de la Vierge Marie au Temple de Jérusalem. Le buffet du grand orgue du chœur est en bois doré.
- L'église Saint Jean-Baptiste (Chiesa di San Giovanni Battista) abrite une petite grotte, l'antre légendaire de la Sibylle libyque.

## Sport
- SC Marsala 1912
- Marsala Volley
- Pallavolo Marsala
- Pallacanestro Marsala

## Personnalités liées à la commune

### Naissances à Marsala
- Alborosie (1977), chanteur de reggae
- Ignazio Abrignani (1958), homme politique
- Pasquale Marino (1962), joueur, puis entraîneur de football
- Francesca Genna (1967), graveuse italienne

### Décès à Marsala
- Cnaeus Papirius Carbo (?-82 av. J.-C.), consul de la République romaine